# 100 nejdůležitějších knih 20. století podle Le Monde
100 nejdůležitějších knih 20. století je anketa, kterou na jaře roku 1999 vyhlásil francouzský deník Le Monde. Výsledky vznikly na základě odpovědí 17 000 Francouzů, proto v anketě převažují díla z francouzského kulturního okruhu.
Ze sta knih jich 49 bylo napsáno ve francouzštině, 27 v angličtině, 9 v němčině, 6 v italštině, 3 ve španělštině, 2 v ruštině a po jedné v albánštině, češtině, nizozemštině a švédštině. Nejstarší kniha byla vydána v roce 1898 (Válka světů od H. G. Wellse), nejnovější v roce 1981 (Děti půlnoci od Salmana Rushdieho).
Prosadil se i původem český spisovatel žijící ve Francii Milan Kundera s románem Žert, který roku 1967 vyšel v Československu (47. místo), pražský rodák židovského původu píšící německy Franz Kafka s románem Proces (3. místo) a také moravský rodák Sigmund Freud s knihou Tři úvahy o sexuální teorii z roku 1905 (25. místo).
| #   | Název                                        | Autor                        | Rok vydání | Jazyk                     | Země                      |
| --- | -------------------------------------------- | ---------------------------- | ---------- | ------------------------- | ------------------------- |
| 1   | Cizinec                                      | Albert Camus                 | 1942       | francouzština             | Francouzské Alžírsko      |
| 2   | Hledání ztraceného času                      | Marcel Proust                | 1913–1927  | francouzština             | Francie                   |
| 3   | Proces                                       | Franz Kafka                  | 1925       | němčina                   | Československo            |
| 4   | Malý princ                                   | Antoine de Saint-Exupéry     | 1943       | francouzština             | Francie                   |
| 5   | Lidský úděl                                  | André Malraux                | 1933       | francouzština             | Francie                   |
| 6   | Cesta na konec noci                          | Louis-Ferdinand Céline       | 1932       | francouzština             | Francie                   |
| 7   | Hrozny hněvu                                 | John Steinbeck               | 1939       | angličtina                | USA                       |
| 8   | Komu zvoní hrana                             | Ernest Hemingway             | 1940       | angličtina                | USA                       |
| 9   | Kouzelné dobrodružství                       | Alain-Fournier               | 1913       | francouzština             | Francie                   |
| 10  | Pěna dní                                     | Boris Vian                   | 1947       | francouzština             | Francie                   |
| 11  | Druhé pohlaví                                | Simone de Beauvoir           | 1949       | francouzština             | Francie                   |
| 12  | Čekání na Godota                             | Samuel Beckett               | 1952       | francouzština, angličtina | Irsko, Francie            |
| 13  | Bytí a nicota                                | Jean-Paul Sartre             | 1943       | francouzština             | Francie                   |
| 14  | Jméno růže                                   | Umberto Eco                  | 1980       | italština                 | Itálie                    |
| 15  | Souostroví Gulag                             | Alexandr Solženicyn          | 1973       | ruština                   | Sovětský svaz             |
| 16  | Slova                                        | Jacques Prévert              | 1946       | francouzština             | Francie                   |
| 17  | Alkoholy                                     | Guillaume Apollinaire        | 1913       | francouzština             | Francie                   |
| 18  | Modrý lotos                                  | Hergé                        | 1936       | francouzština             | Belgie                    |
| 19  | Deník Anne Frankové                          | Anne Franková                | 1947       | nizozemština              | Nizozemsko                |
| 20  | Smutné tropy                                 | Claude Lévi-Strauss          | 1955       | francouzština             | Francie                   |
| 21  | Konec civilizace                             | Aldous Huxley                | 1932       | angličtina                | Spojené království        |
| 22  | 1984                                         | George Orwell                | 1949       | angličtina                | Spojené království        |
| 23  | Asterix a Galové                             | René Goscinny, Albert Uderzo | 1959       | francouzština             | Francie                   |
| 24  | Plešatá zpěvačka                             | Eugène Ionesco               | 1952       | francouzština, rumunština | Francie                   |
| 25  | Tři úvahy o sexuální teorii                  | Sigmund Freud                | 1905       | němčina                   | Rakousko-Uhersko          |
| 26  | Kámen mudrců                                 | Marguerite Yourcenarová      | 1968       | francouzština             | Francie, Belgie           |
| 27  | Lolita                                       | Vladimir Nabokov             | 1955       | angličtina, ruština       | Rusko, USA                |
| 28  | Odysseus                                     | James Joyce                  | 1922       | angličtina                | Irsko                     |
| 29  | Tatarská poušť                               | Dino Buzzati                 | 1940       | italština                 | Itálie                    |
| 30  | Penězokazi                                   | André Gide                   | 1925       | francouzština             | Francie                   |
| 31  | Husar na střeše                              | Jean Giono                   | 1951       | francouzština             | Francie                   |
| 32  | Milá Páně                                    | Albert Cohen                 | 1968       | francouzština             | Švýcarsko                 |
| 33  | Sto roků samoty                              | Gabriel García Márquez       | 1967       | španělština               | Kolumbie                  |
| 34  | Hluk a vřava                                 | William Faulkner             | 1929       | angličtina                | USA                       |
| 35  | Tereza Desqueyrouxová                        | François Mauriac             | 1927       | francouzština             | Francie                   |
| 36  | Zazie v metru                                | Raymond Queneau              | 1959       | francouzština             | Francie                   |
| 37  | Zmatení citů                                 | Stefan Zweig                 | 1927       | němčina                   | Rakousko                  |
| 38  | Jih proti Severu                             | Margaret Mitchellová         | 1936       | angličtina                | USA                       |
| 39  | Milenec lady Chatterleyové                   | David Herbert Lawrence       | 1928       | angličtina                | Spojené království        |
| 40  | Kouzelný vrch                                | Thomas Mann                  | 1924       | němčina                   | Německo                   |
| 41  | Dobrý den, smutku                            | Françoise Saganová           | 1954       | francouzština             | Francie                   |
| 42  | Moře mlčí                                    | Vercors                      | 1942       | francouzština             | Francie                   |
| 43  | Život: návod k použití                       | Georges Perec                | 1978       | francouzština             | Francie                   |
| 44  | Pes baskervillský                            | Arthur Conan Doyle           | 1901       | angličtina                | Spojené království        |
| 45  | Pod sluncem Satanovým                        | Georges Bernanos             | 1926       | francouzština             | Francie                   |
| 46  | Velký Gatsby                                 | Francis Scott Fitzgerald     | 1925       | angličtina                | USA                       |
| 47  | Žert                                         | Milan Kundera                | 1967       | čeština                   | Československo            |
| 48  | Pohrdání                                     | Alberto Moravia              | 1954       | italština                 | Itálie                    |
| 49  | Vražda Rogera Ackroyda                       | Agatha Christie              | 1926       | angličtina                | Spojené království        |
| 50  | Nadja                                        | André Breton                 | 1928       | francouzština             | Francie                   |
| 51  | Aurelián                                     | Louis Aragon                 | 1944       | francouzština             | Francie                   |
| 52  | Saténový střevíček                           | Paul Claudel                 | 1929       | francouzština             | Francie                   |
| 53  | Šest postav hledá autora                     | Luigi Pirandello             | 1921       | italština                 | Itálie                    |
| 54  | Zastavitelný vzestup Artura Uie              | Bertolt Brecht               | 1959       | němčina                   | Německo                   |
| 55  | Pátek aneb lůno Pacifiku                     | Michel Tournier              | 1967       | francouzština             | Francie                   |
| 56  | Válka světů                                  | Herbert George Wells         | 1898       | angličtina                | Spojené království        |
| 57  | Je-li toto člověk                            | Primo Levi                   | 1947       | italština                 | Itálie                    |
| 58  | Pán prstenů                                  | John Ronald Reuel Tolkien    | 1955       | angličtina                | Spojené království        |
| 59  | Les Vrilles de la vigne                      | Colette                      | 1908       | francouzština             | Francie                   |
| 60  | Hlavní město bolesti                         | Paul Éluard                  | 1926       | francouzština             | Francie                   |
| 61  | Martin Eden                                  | Jack London                  | 1909       | angličtina                | USA                       |
| 62  | Balada o slaném moři                         | Hugo Pratt                   | 1967       | italština                 | Itálie                    |
| 63  | Nulový stupeň rukopisu                       | Roland Barthes               | 1953       | francouzština             | Francie                   |
| 64  | Ztracená čest Kateřiny Blumové               | Heinrich Böll                | 1974       | němčina                   | Německo                   |
| 65  | Pobřeží Syrt                                 | Julien Gracq                 | 1951       | francouzština             | Francie                   |
| 66  | Slova a věci                                 | Michel Foucault              | 1966       | francouzština             | Francie                   |
| 67  | Na cestě                                     | Jack Kerouac                 | 1957       | angličtina                | USA                       |
| 68  | Podivuhodná cesta Nilse Holgerssona Švédskem | Selma Lagerlöfová            | 1907       | švédština                 | Švédsko                   |
| 69  | Vlastní pokoj                                | Virginia Woolfová            | 1929       | angličtina                | Spojené království        |
| 70  | Marťanská kronika                            | Ray Bradbury                 | 1950       | angličtina                | USA                       |
| 71  | Le Ravissement de Lol V. Stein               | Marguerite Durasová          | 1964       | francouzština             | Francie                   |
| 72  | Zápis o katastrofě                           | Jean-Marie Gustave Le Clézio | 1963       | francouzština             | Francie                   |
| 73  | Tropismy                                     | Nathalie Sarrautová          | 1939       | francouzština             | Francie                   |
| 74  | Deník                                        | Jules Renard                 | 1925       | francouzština             | Francie                   |
| 75  | Lord Jim                                     | Joseph Conrad                | 1900       | angličtina                | Spojené království        |
| 76  | Écrits                                       | Jacques Lacan                | 1966       | francouzština             | Francie                   |
| 77  | Divadlo a jeho dvojenec                      | Antonin Artaud               | 1938       | francouzština             | Francie                   |
| 78  | Manhattanská přestupní stanice               | John Dos Passos              | 1925       | angličtina                | USA                       |
| 79  | Fikce                                        | Jorge Luis Borges            | 1944       | španělština               | Argentina                 |
| 80  | Moravagine                                   | Blaise Cendrars              | 1926       | francouzština             | Švýcarsko                 |
| 81  | Generál mrtvé armády                         | Ismail Kadare                | 1963       | albánština                | Albánie                   |
| 82  | Sophiina volba                               | William Styron               | 1979       | angličtina                | USA                       |
| 83  | Cikánské balady                              | Federico García Lorca        | 1928       | španělština               | Španělsko                 |
| 84  | Pietr-le-Letton                              | Georges Simenon              | 1931       | francouzština             | Belgie                    |
| 85  | Panna Marie Květná                           | Jean Genet                   | 1944       | francouzština             | Francie                   |
| 86  | Muž bez vlastností                           | Robert Musil                 | 1930–1932  | němčina                   | Rakousko                  |
| 87  | Fureur et mystère                            | René Char                    | 1948       | francouzština             | Francie                   |
| 88  | Kdo chytá v žitě                             | J. D. Salinger               | 1951       | angličtina                | USA                       |
| 89  | Žádné orchideje pro slečnu Blandishovou      | James Hadley Chase           | 1939       | angličtina                | Spojené království        |
| 90  | Blake et Mortimer                            | Edgar P. Jacobs              | 1950       | francouzština             | Belgie                    |
| 91  | Zápisky Malta Lauridse Brigga                | Rainer Maria Rilke           | 1910       | němčina                   | Rakousko-Uhersko          |
| 92  | Proměna                                      | Michel Butor                 | 1957       | francouzština             | Francie                   |
| 93  | Původ totalitarismu                          | Hannah Arendtová             | 1951       | němčina                   | USA                       |
| 94  | Mistr a Markétka                             | Michail Bulgakov             | 1967       | ruština                   | Sovětský svaz             |
| 95  | Růžové ukřižování                            | Henry Miller                 | 1949–1960  | angličtina                | USA                       |
| 96  | Hluboký spánek                               | Raymond Chandler             | 1939       | angličtina                | USA                       |
| 97  | Amers                                        | Saint-John Perse             | 1957       | francouzština             | Francie                   |
| 98  | Gaston                                       | André Franquin               | 1957       | francouzština             | Belgie                    |
| 99  | Pod sopkou                                   | Malcolm Lowry                | 1947       | angličtina                | Spojené království        |
| 100 | Děti půlnoci                                 | Salman Rushdie               | 1981       | angličtina                | Indie, Spojené království |

Poznámka: Jazyk a Země označují celkově autorovu kariéru, nikoliv konkrétní knihu.